# Hämeenlinnan Pallokerho
Pour les articles homonymes, voir HPK.
Le Hämeenlinnan Pallokerho (HPK) est un club de hockey sur glace de Finlande, localisé dans le quartier Pullerinmäki d'Hämeenlinna et évoluant au sein de la SM-liiga, la plus haute ligue du pays. Bien que le HPK existe depuis 1929, il aura fallu attendre 1946 avant que la branche hockey du club ne voit le jour. L'équipe remporta son seul championnat de la SM-liiga en 2006. Ils disputent leurs matchs locaux à la Patria-areena, une patinoire de 5000 places. Le logo de l'équipe représente un visage masqué d'un casque semblable à ceux des chevaliers, ce qui leur vaut parfois le surnom de "Chevaliers du Hockey".

## Joueurs

### Numéros retirés
- 2 - Eero Salisma
- 13 - Marko Palo
- 17 - Juha Hietanen
- 18 - Hannu Savolainen
- 24 - Mika Lartama

## Les logos

Logo de 2001 à 2012
Logo depuis 2012